# Riccione
Riccione (Arciôn o Arzòn in romagnolo) è un comune italiano di 34 365 abitanti della provincia di Rimini in Emilia-Romagna. Fino al 1922 ha fatto parte del comune di Rimini. Nota località balneare della Riviera romagnola, dal 1990 può fregiarsi del titolo onorifico di città. È il secondo comune più abitato della provincia dopo il capoluogo Rimini.  

## Geografia fisica
Il territorio si estende lungo la fascia costiera romagnola ed è situato in una zona di transizione tra gli ultimi settori meridionali della Pianura Padana e le prime colline dell'entroterra romagnolo. Al suo interno scorrono e sfociano due torrenti, il Rio Melo e il Marano.

### Clima
Il clima è simile a quello della Pianura Padana (temperato subcontinentale) con influenze marine e collinari. Viene classificato come Cfa in accordo con Köppen e Geiger; la temperatura media annua è di 15,1 °C mentre la piovosità ammonta a circa 812 mm.
- Classificazione climatica Italiana: zona E, 2148 GR/G.

| Riccione            | Mesi | Mesi | Mesi | Mesi | Mesi | Mesi | Mesi | Mesi | Mesi | Mesi | Mesi | Mesi | Stagioni | Stagioni | Stagioni | Stagioni | Anno |
| Riccione            | Gen  | Feb  | Mar  | Apr  | Mag  | Giu  | Lug  | Ago  | Set  | Ott  | Nov  | Dic  | Inv      | Pri      | Est      | Aut      | Anno |
| ------------------- | ---- | ---- | ---- | ---- | ---- | ---- | ---- | ---- | ---- | ---- | ---- | ---- | -------- | -------- | -------- | -------- | ---- |
| T. max. media (°C)  | 9    | 9,7  | 12,9 | 16,3 | 20,8 | 25,4 | 27,9 | 27,7 | 23,2 | 18,9 | 14,2 | 10,1 | 9,6      | 16,7     | 27,0     | 18,8     | 18,0 |
| T. media (°C)       | 6,3  | 6,8  | 9,8  | 13,2 | 17,7 | 22,3 | 24,8 | 24,5 | 20,2 | 16,1 | 11,7 | 7,6  | 6,9      | 13,6     | 23,9     | 16,0     | 15,1 |
| T. min. media (°C)  | 3,8  | 3,9  | 6,6  | 9,7  | 14,0 | 18,3 | 20,8 | 20,7 | 16,9 | 13,4 | 9,3  | 5,2  | 4,3      | 10,1     | 19,9     | 13,2     | 11,9 |
| Precipitazioni (mm) | 70   | 72   | 65   | 65   | 57   | 42   | 34   | 44   | 78   | 91   | 101  | 93   | 235      | 187      | 120      | 270      | 812  |

## Origini del nome
Il toponimo “Riccione” (anticamente "Arcione" e "Arriccione") per alcuni storici deriverebbe dalle parole greche arkeion (in riferimento all'asteracea Arctium lappa, una pianta spinosa tipica delle dune sabbiose dell'Adriatico) o arktos (orso), anche se la prima sembra più probabile.

## Storia
I più antichi ritrovamenti archeologici nel territorio sono esposti nel museo cittadino e risalgono presumibilmente al II secolo a.C. Importante è la posizione della città lungo la via Flaminia, una strada di collegamento che a Rimini si raccorda con le direttrici verso il porto di Classe e verso la pedemontana per Piacenza e Milano, che i romani a più riprese avevano trasformato in Via Emilia. Durante la Repubblica romana, il primo aggregato abitativo aveva il nome di Vicus Popilius e si trovava nel quartiere San Lorenzo, il cui sito archeologico, localizzato ed aperto sotto la farmacia comunale, è oggi visitabile. A poca distanza dal sito, lungo la via Emilia, è presente sul rio Melo un ponte romano. I resti di una villa romana sono stati individuati sulla collina dell'attuate Castello degli Agolanti. Risulta attualmente difficile ricostruire dai resti archeologici il periodo delle invasioni barbariche. Tra i principali ritrovamenti del periodo troviamo una salita posta sulla Flaminia, che pare costringesse a richiedere aiuto per mezzo di forze animali, da aggiungere ai carri particolarmente carichi di merci. Nei pressi si sono ritrovati i resti di un primitivo "impianto di salita".
Nel 1260 si insedia a Riccione la famiglia fiorentina degli Agolanti, legati ai signori di Rimini, i Malatesta, dei quali rimangono tuttora i resti del castello omonimo sulle colline della città. Si passa poi dall'epoca dei vicariati (i Malatesta non erano i veri signori della città, ma vicari del Papa) a quella del definitivo controllo del territorio da parte dello Stato della Chiesa. Nel '600 vengono costruite alcune torri di guardia lungo la spiaggia a difesa del territorio dalle scorrerie dei pirati. Si conserva tutt'oggi nel comune il testo con le regole da seguire in caso di avvistamento di estranei provenienti dal mare (naufraghi da mettere in quarantena o sbarchi ostili).
Nell'Ottocento si pensò di utilizzare la spiaggia. Si segnalano addirittura proposte di utilizzo di parte dell'arenile (come alcuni specchi d'acqua della tenuta Salvoni, nel 1884) come campi per risaie. Progetto poi avversato con successo da chi invece intendeva utilizzare il litorale a scopo turistico. Le origini del turismo a Riccione risalgono alla fine dell'Ottocento, quando cominciano a sorgere in città diverse residenze utilizzate da persone facoltose che giungevano sul posto per mezzo della linea ferroviaria Bologna - Ancona, pienamente operativa attorno all'ultimo ventennio del secolo. Nel 1880 il Conte Giacinto Soleri Martinelli, dopo aver acquistato una fascia di terreno che andava dal fosso Martinelli all'attuale viale Ceccarini, diede il via alle prime lottizzazioni destinate a edifici per la villeggiatura, pensando a un progetto di città giardino simile a quello già attuato a Marina di Rimini. Già nel 1892 era presente la Biblioteca Circolante della Società Operaia di Mutuo Soccorso a Riccione che poi diventò l'attuale Biblioteca nel 2013 intitolata al professore Osvaldo Berni.
Un'impronta decisiva allo sviluppo della città si deve ai coniugi Ceccarini e in particolar modo alla moglie Maria Boorman, di origine statunitense, a cui venne dedicata una lapide negli anni novanta sul lungospiaggia. Boorman, vedova del marito medico, diede un notevole contributo economico per la costruzione dell'ospedale cittadino, oggi intitolato al marito Giovanni Ceccarini, e per tante altre importanti iniziative sociali. In suo onore è stata eretta anche una statua, installata il 9 ottobre 2012 in viale Ceccarini. L'opera è stata realizzata per iniziativa della rivista locale Famija Arciunesa dallo scultore cesenate Leonardo Lucchi.
Mentre era in corso la prima guerra mondiale, Riccione e il territorio di Rimini subirono un forte sciame sismico, terminato con il terribile schianto del 16 agosto 1916 che devastò la cittadina. Nell'immediato primo dopoguerra cominciò per Riccione una notevole ripresa, favorita anche dal divenire nel 1922 comune autonomo, distaccandosi da Rimini. Il primo sindaco, eletto il 4 novembre 1923, fu Silvio Lombardini (1866–1935), pubblicista ed editore, originario di Santarcangelo di Romagna. Negli anni trenta vengono realizzati i primi allacciamenti alla rete di luce, acqua e gas. Nasce l'Azienda di Soggiorno e la filovia, sono costruiti i ponti sul Rio Melo e sul Marano e viene implementata la viabilità. La cittadina conta ora un afflusso medio annuale di 30.000 turisti e più di 80 strutture alberghiere. Le ville ricche di verde che avevano fatto definire questa località la Perla Verde dell'Adriatico, cominciano già a cedere il posto alle nuove strutture alberghiere.

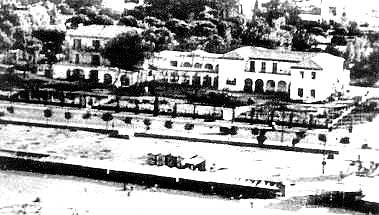
Villa Mussolini nel 1935

La crescente importanza turistica che cominciò a interessare tutta la Riviera romagnola spinse anche le alte cariche dello stato dell'epoca a scegliere Riccione come luogo di villeggiatura. Nel 1934 Benito Mussolini acquistò un grande immobile nella zona sud (ricavato dall'unione di due proprietà, con la chiusura di una strada pubblica), che utilizzò per le vacanze sul mare diventando la sua residenza estiva per dieci anni. Particolarmente sfarzosi erano i suoi soggiorni, con l'arrivo in idrovolante e per la presenza fissa di una nave da guerra al largo della costa.
La nave Aurora, lunga 75 metri, di proprietà di Mussolini, era un bottino di guerra pagato dall'Austria. Una parte dell'edificio di proprietà del dittatore, chiamato Villa Mussolini, verrà lasciato in totale abbandono per anni nel dopoguerra e successivamente restaurato; oggi è di proprietà del comune ed è aperta a mostre ed eventi pubblici. Il fronte della seconda guerra mondiale passò provocando molti danni e vittime, con numerosi sfollati che si rifugiarono nella Repubblica di San Marino per sfuggire ai bombardamenti.
La ricostruzione coincise con il decisivo decollo del settore terziario, che avvenne nel secondo dopoguerra quando Riccione, congiuntamente al suo turismo di massa, diventa una passerella mondana, meta vacanziera di personaggi dello spettacolo, della cultura e dello sport.

### Simboli
Lo stemma di Riccione è stato concesso con regio decreto del 2 aprile 1925.
(R.D. 02/04/1925)
Lo stemma civico risale al 1923 quando una commissione composta da illustri cittadini, sulla base di memorie storiche e documentali, propose all'amministrazione comunale la figura di san Martino a cavallo armato — santo patrono e titolare di una chiesa nel cuore del borgo storico di Riccione Paese — affiancato dall'immagine della terra, del cielo e di un mare con cinque barche a vela.
Il gonfalone è costituito da un drappo di verde. La bandiera è un drappo troncato di azzurro e di verde; è attestato l'uso anche di un'altra bandiera dal modello differente, a strisce verdi e bianche, sormontate dalla dicitura "Città di Riccione" di verde in campo bianco. Talvolta su quest'ultima è presente lo stemma cittadino, stilizzato e di verde, recato al di sopra della dicitura.

Stemma cittadino
Gonfalone cittadino
Bandiera cittadina

### Onorificenze
Dal 1990 Riccione può fregiarsi del titolo di città grazie ad un riconoscimento speciale del Presidente della Repubblica Francesco Cossiga:

## Monumenti e luoghi d'interesse

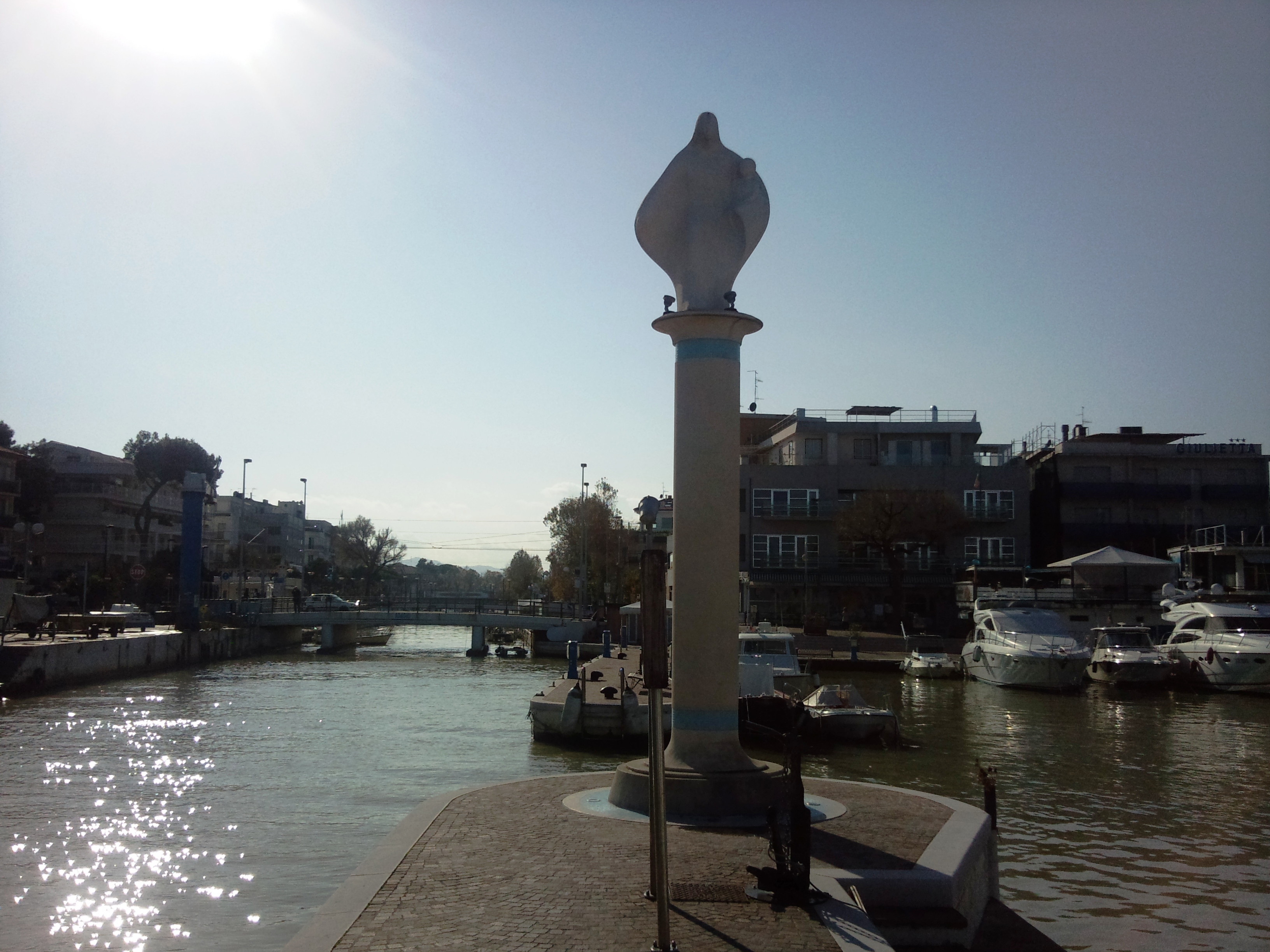
La statua della "Madonna del Mare", tradizionalmente considerata protettrice dei pescatori che da secoli salpano dal porto di Riccione

Di seguito un elenco dei principali monumenti e luoghi d’interesse:
- Castello degli Agolanti[26] in via Caprera. Prende nome dalla nobile famiglia fiorentina in esilio, che lo fece costruire nella prima metà del XIV° secolo. Attualmente dopo una imponente opera di ricostruzione è diventato un "contenitore" per esposizioni ed eventi.
- Chiesa di San Martino
- Fontana del Bosco della Pioggia[27]
- Ponte Romano[28]
- Reperti Romani di San Lorenzo[29]
- Statua di Maria Boorman Ceccarini[30]
- The Grey Bench (“La Panca Leggendaria”, opera d’arte contemporanea)[31]
- Villa Franceschi[32]
- Villa Lodi Fè
- Villa Mussolini
- Villino Mattioli
- Palazzo dei Congressi
- Statua della Madonna del Mare
- Chiesa Mater Admirabilis
- Colonia marina SIP ENEL (1963), opera di Giancarlo De Carlo.[33]

## Società

### Evoluzione demografica
Abitanti censiti

### Etnie e minoranze straniere
Secondo i dati ISTAT al 1º gennaio 2019 la popolazione straniera residente è di 3.619 persone e rappresentano il 10,3% della popolazione residente. Le nazionalità maggiormente rappresentate sul totale della popolazione residente sono:
- Albania, 648
- Ucraina, 642
- Romania, 573
- Cina, 238
- Senegal, 130
- Russia, 119
- Marocco, 108
- Perù, 96
- Moldavia, 91
- San Marino, 74
- Colombia, 64
- Brasile, 59
- Bangladesh, 54
- Ecuador, 53
- Bulgaria, 51

## Cultura
Musei
Museo del Territorio
Galleria d'Arte
Fondazione Marco Simoncelli
Museo Discocratico al Cocoricò.
Planetario

### Eventi
- Premio Riccione per il Teatro, biennale, ultima settimana di giugno.
- Premio giornalistico televisivo Ilaria Alpi, la prima settimana di giugno (sostituto nel 2015 dai Dig Awards, nuovo premio dedicato al giornalismo video d'inchiesta).[41][42]
- Notte Rosa[43], che prevede concerti gratuiti, feste sulle spiagge e per la città tutta addobbata a festa con nastri e luce rosa.
- Fiera internazionale del francobollo, la prima settimana di settembre.
- Salone numismatico nazionale, la prima settimana di settembre.
- Riccione TTV - Teatro Televisione Video, biennale, ultima settimana di maggio.[44]

## Economia

### Turismo

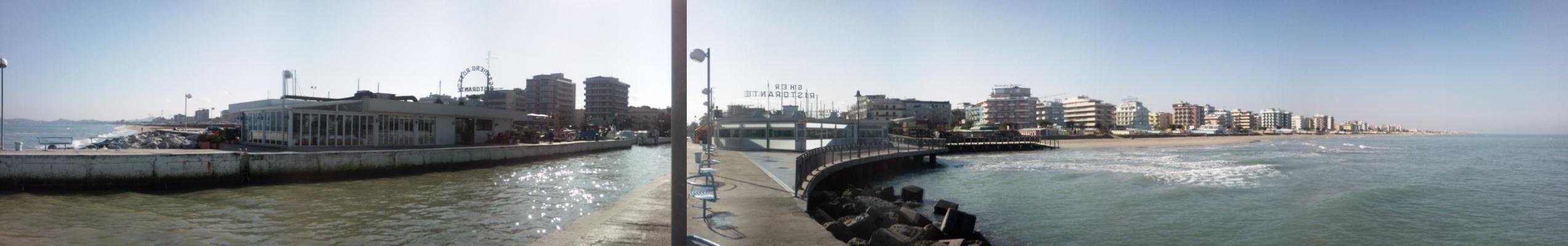
Panoramica Nord

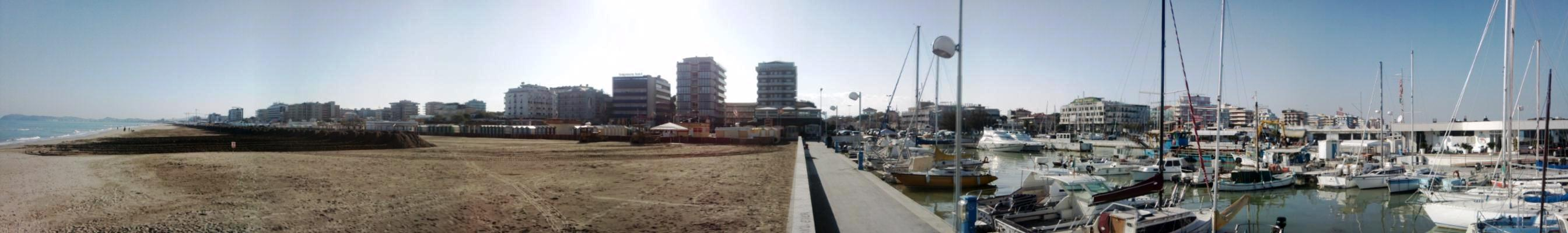
Panoramica Sud

Riccione è, insieme a Rimini, una delle città balneari italiane più conosciute e tra i principali punti di riferimento della Riviera romagnola. Il turismo della città rientra tra quelli definibili come di massa ed è costituito soprattutto da giovani attratti dalla quantità e varietà di locali e discoteche presenti sul lungomare e sulle colline adiacenti. Questi hanno contribuito nel tempo a rendere la città tra le capitali del divertimento in Italia e in Europa dagli anni sessanta in poi (nel 1965 il regista Dino Risi scelse la città per girare il film L'ombrellone). Il turismo internazionale ha evidenziato una continua crescita dagli anni 2000 di turisti stranieri di provenienza russa, che si aggiungono agli "storici" clienti tedeschi. Sono presenti parchi di divertimento, tra i quali: Oltremare e Aquafan, tra i più grandi d'Europa e il Palazzo dei Congressi, inaugurato nel 2008 che ospita numerosi eventi fieristici. È conosciuta con l'appellativo turistico la Perla Verde dell'Adriatico.

## Infrastrutture e trasporti
Il comune è collegato a livello regionale e nazionale tramite l'autostrada A14 Adriatica (casello di Riccione, situato tra Rimini sud e Cattolica), la via Flaminia e la SS16.

### Ferrovie
Riccione è attraversata dalla ferrovia Bologna-Ancona ed è servita dall'omonima stazione. La stazione è stata ristrutturata nel 2018 e adeguata per l'alta velocità con la riduzione a due binari.

### Mobilità urbana

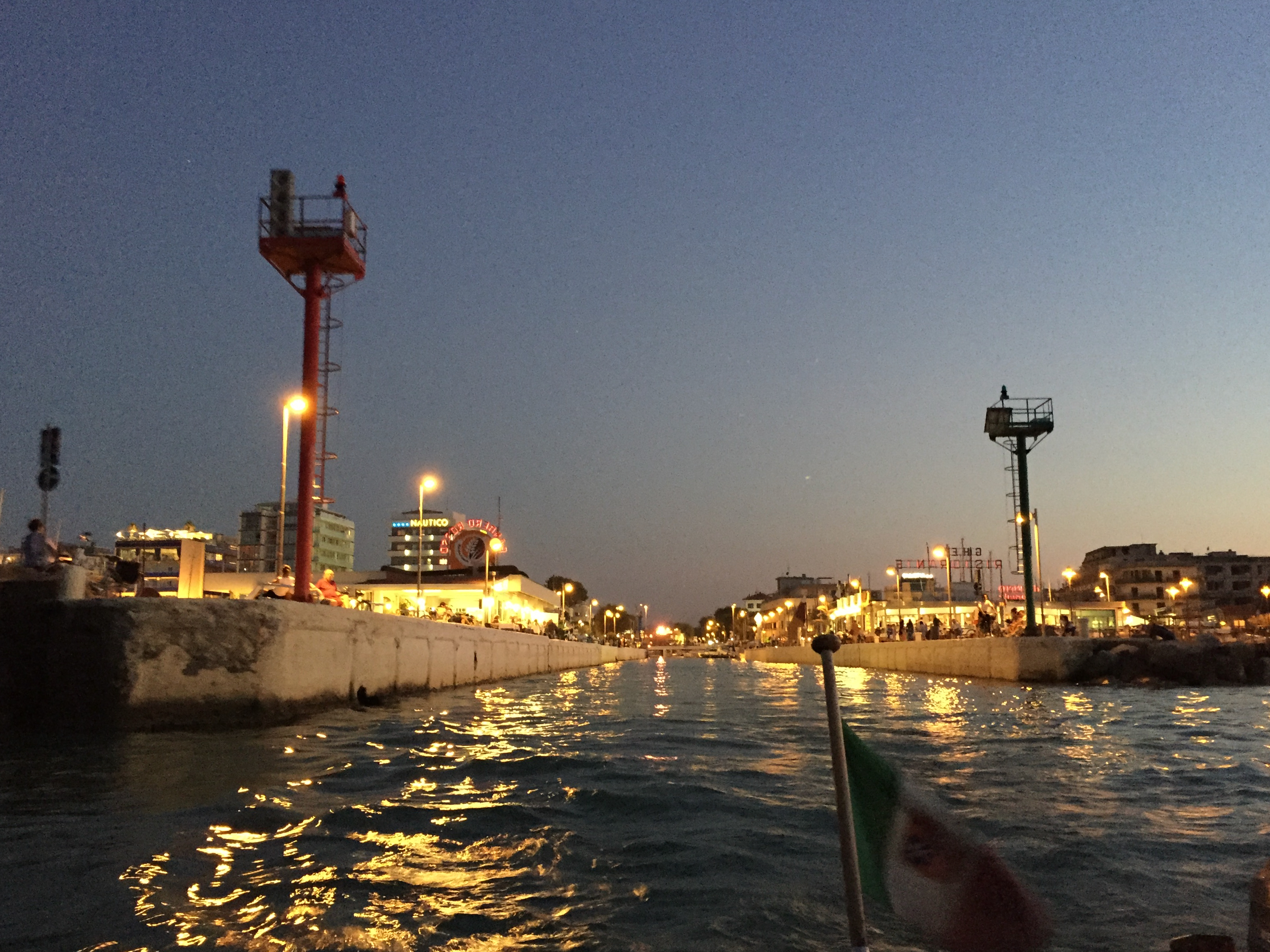
Ingresso nel Portocanale di Riccione

Il comune è servito anche da diverse linee di autobus interurbani del bacino di trasporto pubblico locale della provincia di Rimini e dalla filovia Rimini-Riccione, che nel 1939 aveva sostituito la preesistente tranvia extraurbana. Il 23 novembre 2019 è stato inaugurato il nuovo filobus chiamato "Metromare" (in precedenza T.R.C.), in servizio tra la stazione di Rimini e la stazione di Riccione. Prevede 15 fermate intermedie e percorre un tracciato apposito sopraelevato adiacente alla linea ferroviaria (eccetto per il tratto finale su sede promiscua presso la stazione di Riccione).

### Portocanale
Si hanno notizie riguardo al primo porto di Riccione dagli inizi del 1897, quando Maria Ceccarini fece costruire un piccolo approdo alla foce del Rio Melo. Venne poi realizzata una più ampia struttura in cemento da parte del Comune di Rimini nei primi del '900, in seguito ampliata nel 1933. Oggi il portocanale conta 500 posti barca e due fari antinebbia a lungo raggio, anche se risultano problemi di insabbiamento tanto che nel 2020 e nel 2021 sono stati eseguiti diversi interventi di pulizia del fondale.

## Amministrazione
Dal secondo dopoguerra ad oggi, il comune di Riccione è stato sempre governato da amministrazioni di sinistra e centro-sinistra, ad eccezione del periodo dal 9 giugno 2014 al 13 giugno 2022, nel quale vi sono state due giunte di centro-destra.

## Sport
Calcio
Ha sede nel comune la società di calcio Associazione Sportiva Dilettantistica Riccione Calcio 1926, fondata nel 1921, rifondata nel 2010 e nel 2014 cambiando diverse denominazioni. Attualmente la squadra milita in Promozione.
Pallanuoto
La pallanuoto a Riccione ha una discreta tradizione. In anni passati la società è stata in grado di lottare per la Serie B.
Squash
Riccione è diventata la nuova sede del Centro Tecnico Federale Gioco Squash (F.I.G.S.). Il Centro Tecnico Federale di squash della città è una delle strutture più importanti dedicate a questo sport in Italia. Nel 2007 ha ospitato i Campionati Europei a squadre e molte altre manifestazioni dal richiamo internazionale.
Padel
A Riccione si sono tenuti dal 2017 i campionati italiani di Padel.
Karate
Il Centro Karate Riccione, attivo da diversi anni, ha ottenuto varie medaglie (anche d'oro) negli anni.
Baseball
Baseball Riccione nasce nel 1972. Attualmente ha una squadra iscritta al campionato italiano di baseball di serie A2.
Ciclismo
Il 30 maggio 1989 la 10ª tappa del Giro d'Italia 1989 di ciclismo, una cronometro individuale, si è conclusa a Riccione con la vittoria del polacco Lech Piasecki.

### Impianti sportivi
Stadio
Lo Stadio cittadino è l'Italo Nicoletti, con una capienza di 7 000 posti, inaugurato nel 1962. Nell'impianto cittadino si è tenuto nel 2007 il XVII World Masters Athletics Championships con la partecipazione di 8 946 atleti da 97 nazioni.
Piscina
Dal 2004 è presente la piscina olimpionica Stadio del nuoto. L'impianto ha una capienza di mille spettatori e si compone di una vasca olimpionica 50 x 25 m con pontone mobili e una vasca corta da 25 x 10 m con fondo di varie altezze (da 1,20 m a 3,60 m). Nel suo impianto nel 2012 si sono tenuti i FINA World Masters Championships. In occasione dei Campionati italiani primaverili di nuoto 2009, Federica Pellegrini ha stabilito record mondiale dei 200 metri stile libero (record resistito fino ai Campionati mondiali di nuoto 2009 di luglio, dove lo ha migliorato ulteriormente).
Vela
Il 14 gennaio 1933 fu fondato, per ciò che concerne lo sport della vela, il Club Nautico Riccione, uno dei primi club d'Italia, sin da subito affiliato alla Reale Federazione Italiana Vela (odierna FIV). Ad oggi sono presenti a Riccione, assieme allo storico Club Nautico, altre tre società sportive per la pratica di questo sport di mare. Nel 2021 sì è tenuto il Campionato Italiano della categoria di Catamarani Classe A.